# Bacchisa sumatrensis
Bacchisa sumatrensis är en skalbaggsart som beskrevs av Stefan von Breuning 1950. Bacchisa sumatrensis ingår i släktet Bacchisa och familjen långhorningar. Inga underarter finns listade.